# Угон двух вертолётов Ми-24 в Пакистан (1985)
Угон двух вертолётов Ми-24 Вооружённых сил Афганистана в Пакистан в 1985 году позволил американским авиационным экспертам ознакомиться с передовыми советскими достижениями в области вертолётостроения, оборудованием для полётов в горах и средствами защиты винтокрылых машин от зенитного управляемого ракетного оружия.

## Предыстория
Поскольку вертолёт указанной модели представлял чрезвычайный интерес для США, уже вскоре после прибытия Ми-24 в Афганистан, американской стороной за угон вертолёта было обещано вознаграждение в размере не менее миллиона долларов за предоставление вертолёта в работоспособном состоянии.

## Обстоятельства инцидента
13 июля 1985 года (в субботу) два вооружённых под завязку Ми-24Д ВС ДРА с авиапушками и пулемётами с полным боекомплектом, блоками ОРО, НУРС и УРВП на внешней подвеске, оснащённые специальным электронным оборудованием для полётов в горах, вылетевшие для выполнения боевого задания по реализации полученных разведданных и ликвидации повстанческого формирования афганских моджахедов на равнинной местности в приграничной провинции Хост путём нанесения бомбо-штурмового удара по скоплению повстанцев, были угнаны пилотировавшими их афганскими офицерами (оба — выпускники советских лётных училищ, в связи с чем в некоторых источниках они ошибочно указываются как «советские» или «русские» офицеры) в соседний Пакистан, совершив посадку в Мираншахе. Всего в тот день, включая пилотов, в Пакистан на двух вертолётах улетело семь афганских военных, все уроженцы Пактии. Пилоты и остальные члены экипажей запросили политическое убежище, которое им было предоставлено.
14 июля в вечернем выпуске новостей Кабульское официальное радио заявило о том, что вертолёты «сбились с курса» и приземлились в Пакистане «по ошибке». 15 июля правительство ДРА потребовало незамедлительного возвращения вертолётов и экипажей. Поверенный в делах Пакистана в ДРА был вызван в МИД ДРА для предъявления ему официальной ноты правительства. По словам полевого командира моджахедов Юнус Халеса, члены экипажей находились с ним в контакте перед вылетом, а сам побег был спланированной акцией, перебежчики намеревались вступить в ряды душманов.

## Значение
Указанный инцидент был весьма крупной удачей для США (отчасти даже более важной, чем угон истребителя МиГ-25 В. И. Беленко в 1976 году), так как это был первый случай угона вертолётов указанной модели. Как написала газета «Нью-Йорк таймс», впервые советский вертолёт такого типа приземлился на территории страны-военного сателлита Запада, ко всему прочему во всеоружии, что позволило американским специалистам детально исследовать советский ударный вертолёт, его вооружение и бортовое радиоэлектронное оборудование, а также выяснить его уязвимые стороны (например, технические решения для снижения температуры выхлопа двигателей и уменьшения тепловой контрастности вертолёта, знание которых позволяло внести соответствующие технические корректировки в ИКГСН собственных авиационных и зенитных ракет и адаптировать инфракрасные средства наведения УРВВ и ЗУР для борьбы с советской вертолётной авиацией поддержки сухопутных войск). Оба вертолёта были оборудованы экранно-выхлопным устройством для снижения заметности машины в инфракрасном диапазоне, — до этого случая советского авиационного оборудования такого рода в руки западных экспертов не попадало. В этом отношении, по версии издания «Фар Истерн экономик ревью», преступную халатность допустили те советские чиновники, которые, зная о статистически предопределённой склонности афганцев к дезертирству из проправительственных формирований (к тому времени уже сбежало более чем две трети всех афганцев-военнослужащих, большинство с оружием), допустили, чтобы передовой образец ВВТ попал в руки потенциальных перебежчиков.

## Последствия
Так как модификации вертолёта для действий над равнинной местностью по-прежнему представляли интерес для США, ответственный редактор журнала «Солдат удачи» Джим Пейт пролоббировал выход ряда журнальных публикаций в многотиражных изданиях с заголовками «Укради этот русский супер-вертоль и получи миллион баков!», — один миллион американских долларов был обещан любому военному пилоту из СССР, ГДР, Никарагуа или Кубы, который бы решился угнать Ми-24. По Центральной и Южной Америке в местах дислокации вертолётных частей были распространены листовки следующего содержания: «Разыскивается: Советский ударный вертолёт Ми-24Д, неповреждённый и в рабочем состоянии. Вознаграждение: $1 000 000».